# Багаєвський район
Бага́євський райо́н (рос. Багаевский район) — район у центральній частині Ростовської області Російської Федерації. Адміністративний центр — станиця Багаєвська.

## Географія
Район розташований у центральній частині області по лівому березі річки Дон у її нижній течії. На північному сході межує із Семикаракорським районом, на півночі — із Октябрським та Усть-Донецьким, на південному сході — із Веселівським, на півдні — із Кагальницьким та Зерноградським, на заході — із Аксайським районом.

## Історія
Багаєвський район був утворений 1924 року. 1929 року він був ліквідований, а територія розділена між Мечетинським та Новочеркаським районами. 1935 року район відновлений, але 1963 року знову ліквідований, а територія відійшла до складу Семикаракорського району. Вже через рік район був відновлений, але із територіальними змінами — тепер його утворювали частини Семикаракорського та Азовського районів. 1978 року частина району відійшла до новоствореного Веселівського району.

## Населення
Населення району становить 34346 осіб (2013; 34813 в 2010).

## Адміністративний поділ
Район адміністративно поділяється на 5 сільських поселень, які об'єднують 25 сільських населених пунктів:
| Поселення                      | Площа, км² | Населення, осіб (2010) | Центр      | Населені пункти |
| ------------------------------ | ---------- | ---------------------- | ---------- | --------------- |
| Ажиновське сільське поселення  | -          | 2925                   | Ажинов     | 5               |
| Багаєвське сільське поселення  | -          | 17856                  | Багаєвська | 7               |
| Йолкінське сільське поселення  | -          | 4520                   | Йолкін     | 3               |
| Красненське сільське поселення | -          | 5695                   | Красний    | 6               |
| Маницьке сільське поселення    | -          | 3817                   | Маницька   | 4               |

### Найбільші населені пункти
| №  | Населений пункт | Населення, осіб (2010) |
| -- | --------------- | ---------------------- |
| 1  | Багаєвська      | 15 459                 |
| 2  | Йолкін          | 3 220                  |
| 3  | Красний         | 1 774                  |
| 4  | Маницька        | 1 650                  |
| 5  | Арпачин         | 1 469                  |
| 6  | Отрадний        | 1 395                  |
| 7  | Ажинов          | 1 159                  |
| 8  | Первомайський   | 896                    |
| 9  | Кудінов         | 892                    |
| 10 | Федулов         | 840                    |

## Економіка
Основу економіки району складає сільське господарство, землі під яке займають 80,7% території. Серед промислових підприємств працюють декілька заводів з переробки сільськогосподарської продукції.

## Культура
У районі багато місць, які будуть цікавими відвідувачам:
- козацький собор у станиці Маницька, збудований 1905 року
- Свято-Миколаївська церква у станиці Багаєвська
- Карповське городище 1 століття
- козацьке Маницьке городище
- козацьке Багаєвське городище із каплицею
- татарський Малебщів курган 1799 року на хуторі Федулов
- козацький курінь у станиці Багаєвська, де розміщувався штаб 1-ї кінної армії Будьонного 1920 року
- козацький курінь у станиці Маницька, де проходила нарада Денікіна, Краснова, Філімонова та Карнаухова
- братські могили 5 тисяч воїнів на хуторі Первомайський 1943 року
- меморіал загиблим воїнам Калмицької дивізії в роки Другої світової війни на хуторі Ажинов

## Персоналії
У районі народились:
- Зерщиков Корній Петрович (1924–1990) — розвідник, повний кавалер Ордена Слави, старшина, учасник Параду Перемоги у Москві 1985 та 1990 років;
- Карасьов Михайло Федорович (1886–1941) — начальник Новочеркаських військових майстерень Донського козацького війська, військовий старшина;
- Молчанов Олександр Данилович (1925–2010) — артилерист, повний кавалер Ордена Слави, сержант;
- Нікітченко Йона Тимофійович (1895–1967) — юрист, генерал-майор юстиції, член Міжнародного військового трибуналу у Нюрнберзі від СРСР, верховний суддя СРСР;
- Семизоров Микола Федорович (1924–1999) — будівник, керівник будівництва Куйбишевської ГЕС, Герой Соціалістичної Праці, почесний громадянин міста Тольятті;
- Скрильов Віктор Васильович (1922–1979) — артилерист, Герой Радянського Союзу, командир вогневого взводу, молодший лейтенант;
- Шкрильов Тимофій Калинович (1904–1962) — стрілець, Герой Радянського Союзу, генерал-майор.